# 新・吉宗
『新・吉宗』（しんよしむね）は、大都技研が2008年2月に発売したパチスロ5号機。保通協における型式名は、「シンヨシムネR3」。4号機で空前のヒット作品となった『吉宗』の後継機である。

## 概要
『吉宗』の後継機として、以下のような特徴を備える。
1. ビッグボーナス中の青7揃いをビッグボーナス中のJACイン契機役として再現し、シングル揃い、ダブル揃いも出来る限り再現している。また、その場合にビッグボーナス終了後に2種類のゲーム数のリプレイタイム (RT) に入るようにした。
2. ビッグ中の吉宗・爺・姫の3種類のステージも再現し、吉宗ビッグの「パリン」、爺ビッグでの「鳴り」も再現した。

また、通常時のステージも吉宗・爺・姫の3種類を選択できるようになった。『シェイクII』で採用したスゴビも採用し、信頼度が高めの演出はスゴビで行われる。なお単独のレギュラーボーナスはない（ビッグ中のJACイン役として存在するのみ）。設定は1・3・5・6の4段階となっている。

## 通常時
有効ライン数を上・中段と斜め右上がりの3ラインとし、その他のラインでの入賞絵柄揃いを「超チャンス目」（リーチ目ではないので、稀に絵柄が揃ってもボーナス確定ではない場合がある）として扱っている。「リプレイ・リプレイ・太鼓」が揃うチャンスリプレイ入賞後はRTに入る。などその後そのステージに応じたボーナス当選を期待させる演出（高確率演出）が起こる。また、その中でもボーナスへの期待が高い演出はスゴビへ移行して行われる。
通常のステージは以下の3ステージ。コイン投入前に左右のストップボタンを同時に押すとステージ選択画面となり、MAX BETボタンで選択が確定する。
1. 吉宗 - 演出はチャンスや小役演出が中心。障子が閉まると高確率演出。この時『吉宗』と同様家紋演出などが起こる。
2. 爺 - 準完全告知で、様々なタイミングで「キーン」と鳴ったりいきなり枠のランプが点灯したりする。そのため演出は抑えめになっている（基本的に演出が発生するのはチェリー、門松成立時とボーナス確定時のみ）。高確率演出は爺が番台に座る（下に落ちて番台に座る）。
3. 姫 - 液晶上で数字が揃えば確定などパチンコのような演出。

重複小役はチェリー、門松、リプレイ、チャンスリプレイ。その他の小役に太鼓。チャンスリプレイ成立のみ高確率演出に移行するため、それ以外の重複当選では通常の画面での強めの演出となる。

## ビッグボーナス
ビッグボーナスは2種類計5フラグ。
1. ビッグ1 - 白7揃い、姫揃い、青7・青7・姫。390枚を超える払い出しで終了。
2. ビッグ2 - 白7白7姫または姫姫白7。345枚を超える払い出しで終了。

ビッグ中はJACインを契機役とした4ゲームのレギュラーボーナスを繰り返すことで進行する。そのJACイン役は
1. リプレイ・チェリー・リプレイ
2. 青7・小娘・太鼓（青7の下段及び右下がり揃い）
3. 青7の有効ライン揃い

の3種類。2.及び3.でビッグ終了後にRT契機役の特殊リプレイが有効になるモードに入ることになる。
- 2.に当選した場合RT100Gに入る特殊リプレイ（リプ・太鼓・太鼓）及びRT300Gに入る特殊リプレイ（太鼓・リプ・リプ）が有効。
- 3.に当選した場合RT100Gに入る特殊リプレイは有効にならない。

このことにより3.の場合は終了後のRT300Gが確定し、2.の場合にRT100Gが主だがRT300Gの可能性が生じる。
1回のビッグ中に2.及び3.が複数回揃った場合は、最後に揃った役のモードが有効となる。このことは回避することはできない。また、2.3.が揃った後はビッグ中のリプレイも対応する特殊リプレイが揃うようになる。
ビッグ中の演出は次の通り。
1. 吉宗 - 太鼓あるいはJACイン時に「パリン」という音（吉宗が太鼓を連打）が鳴る。「ガキン」という音（吉宗が炎の中で太鼓を連打）はハイチャンス。
2. 爺 - 完全告知の「キーン」が再現。また、ロングバージョンの「キーーーン」が新たに加わり、この場合に3．の期待感が高まる。青7揃いの「爺ハワイ」「夕焼けハワイ」も再現。
3. 姫 - 液晶下にハナビ玉が出現、その種類によって青7揃いの期待感が異なる（このハナビ玉の出現率に設定間格差が存在する為、設定推測の要素の一つとなっている）。
4. 全員 - 液晶内でキャラクターがカラオケを歌う。その採点時が青7揃いのチャンスとなる。

青7が揃わなくても枠左のランプが点滅する場合もある。また、青7揃いのフラグは（JACインフラグのため）揃えるまで持ち越される。

## RT（討伐の道）
RT中の演出は吉宗が討伐の道を走る。RTはビッグ終了後の最初の特殊リプレイ（リプレイ・太鼓・太鼓=100Gまたは太鼓・リプレイ・リプレイ=300G）からスタートし、ゲーム数継続かビッグ成立で終了する。1Gあたり0.8枚増加。刺客を吉宗が切り、悪狐が出現したらチャンス。倒せばボーナス確定。なお、RT300の場合は100GごとにBGMが変化する。

## ゲーム
- 大都技研公式パチスロシミュレータ 新・吉宗（パオン、PlayStation 2、2008年）